# Marin Čilić
Marin Čilić (Međugorje, 28. rujna 1988.) profesionalni je hrvatski tenisač, osvajač US Opena 2014. Najbolji rezultat na ATP-ovoj ljestvici u karijeri bilo mu je treće mjesto.
Najveći mu je uspjeh u juniorskoj karijeri osvajanje juniorskoga Roland Garrosa 2005., postavši prvi hrvatski tenisač koji je osvojio juniorski Grand Slam u 21. stoljeću. Godine 2006. bio je prvi na juniorskoj ljestvici.
Nakon odlaska Ivana Ljubičića iz hrvatske reprezentacije, postao je standardni reprezentativac. U seniorskoj konkurenciji prvi je ATP turnir osvojio u američkom New Havenu, 24. kolovoza 2008. Iste je godine ostvario i plasman u polufinale ATP–ova turnira u švicarskom Gstaadu.
Arbitražni sud za sport zabranio mu je natjecanje u ATP-u od 25. lipnja do 25. listopada 2013. zbog sumnji na doping. U studenome 2016. dobio je nagradu za najvećeg humanitarca među tenisačima. Priznanje je zaslužio pokretanjem Zaklade Marina Čilića, čiji su ciljevi potpora obrazovanju mladih ljudi širom svijeta, dodjela školarina te organiziranje seminara i radionica, s posebnim naglaskom na sveučilišno obrazovanje u Hrvatskoj.
Dana 14. srpnja 2017. plasirao se u finale Wimbledona pobjedom nad Amerikancem Samom Querreyom, da bi u finalu izgubio od Rogera Federera.
2022., osiguravši polufinale Roland Garrosa, postao je prvi hrvatski tenisač koji je ušao u polufinale svih četiriju Grand Slamova. Osvajanjem ATP-ova turnira u Kini 2024. sa 777. plasmanom postao je igrač s najnižim plasmanom u povijesti kojemu je to uspjelo.

## Obitelj i teniski početci
Otac Zdenko bio je zanatlija u boksitnim rudnicima u Čitluku, a majka Koviljka bila je službenica u Ljubljanskoj banci. Nakon što su mu roditelji uoči srbijanske agresije na BiH izgubili poslove, otac se počeo baviti trgovinom, kako bi uzdržao šesteročlanu obitelj. Marin je rođen kao treće od četvero djece, uz Vinka (1983-), Gorana (1986.) i Milu (1994.). Na očev poticaj starija braća počela su se odmalena baviti nogometom i košarkom, a Marin se s tenisom upoznao kao šestogodišnjak u Njemačkoj, u posjetu stricu. Povratkom u Hercegovinu, Marin s ocem odlazi teniskomu treneru Željku Dževlanu u Međugorju, s kojim je Čilić i osvojio svoj prvi turnir, na razini Herceg-Bosne.
| „               | Godine 1995., prije gotovo dva desetljeća, Marin je počeo trenirati kod mene. Pokazao sam mu osnove tenisa, ali se ne smatram zaslužnim za njegovu karijeru. Isto bi bilo da ga je trenirao netko drugi. (...) Marin je igrao jednostavan tenis kakav i danas igra, nije bilo atraktivnih poteza, ali je dobivao poene. Sjećam se da je bio preozbiljan za svoj uzrast. Nije sve ovo došlo s neba. U njegovoj karijeri najzaslužnija je obitelj, koja je stala uz njega. | ” |
| — Marin Dževlan | |   |

Zdenko Čilić, Marinov otac, dao je 1998. izgraditi teniski teren uz obiteljsku kuću, za Marinove potrebe. Kao desetogodišnjak, Marin je zaigrao završnicu dječjega turnira u Njemačkoj, na kojemu se i upoznao s Nikolom Pilićem te dvojicu čeških trenera s kojima je surađivao pola godine, do odlaska Tvrtku Buliću u Mostar, koji ga je trenirao do četrnaeste godine. Pod Bulićevom palicom Čilić je nastupio na izlučnom turniru za Europsko prvenstvo za reprezentaciju BiH, zajedno s Mladenom Dodigom (bratom kasnijega Čilićeva suigrača Ivana Dodiga), Aldinom Šetkićem i Jasminom Berdićem.
| „              | Već tada je Marin postizao rezultate na međunarodnim turnirima, a u Hrvatskoj je bio broj 1. Igrao je napadački, što je ostalo do danas, nije bilo atraktivnih poteza, ali sve je poentirao, slagao je poene, bio je učinkovit. Nametao je svoj stil igre. Uvijek je bio generacijama ispred. S 14 godina nastupao je na turnirima na kojima su bili dječaci od 16 godina. Mentalno je bio čvrst. Obitelj je sve uložila u njega, bilo je puno odricanja da on uspije. | ” |
| — Tvrtko Bulić | |   |

Nakon četverogodišnje suradnje s Bulićem, Marin s ocem odlazi u tenisku školu Ivice "Ice" Humića na Zagrebačkom velesajmu i osvaja državno prvenstvo Hrvatske u svojoj dobnoj kategoriji. Čilić počinje nastupati i za hrvatsku reprezentaciju i prijavljen u teniskom klubu »Metković«. Ipak, nakon mjesec dana Čilić se vraća u Hercegovinu, u kojoj je vjžebao sljedećih pola godine, kad mu poduzetnik Tihomir Elez omogućava smještaj i uvjete rada u Zagrebu. Kako je Elez poznavao Gorana Ivaniševića upoznao ga je s Čilićem, a Ivanišević Čilića s Bobom Brettom, koji je držao teniske kampove u San Remu. Uz stručno vodstvo Andreja Tonejca, trenera hrvatske juniorske reprezentacije i Ljubomiru Antekoloviću, profesoru na Kineziološkomu fakultetu u Zagrebu, Čilić boravi na više kampova i akademija te nastupa na europskim i svjetskim prvenstvima.

## Naslov na juniorskomRoland Garrosu2005.
Pobjedom u finalu Roland Garrosa nad Nizozemcem Antalom Van Der Duimom sa 6:3 i 6:1, šesnaestogodišnjak iz Međugorja donio je Hrvatskoj ukupno četvrti Grand Slam naslov u juniorskoj konkurenciji.
Put Marina Čilića do naslova na juniorskom Roland Garrosu:               
| Kolo             | Suparnik           | Rezultat      |
| 1. kolo          | Thiemo de Bakker   | 6:4, 6:3      |
| 2. kolo          | Yannick Thivant    | 4:6, 6:0, 6:4 |
| osmina završnice | Sun-Yong Kim       | 6:1, 6:3      |
| četvrzavršnica   | Serhij Bubka ml.   | 7:6(5), 6:2   |
| poluzavršnica    | Andy Murray        | 7:5, 6:3      |
| završnica        | Antal Van Der Duim | 6:3, 6:1      |

Jedan od najmlađih sudionika u juniorskoj konkurenciji na cijelome turniru ispustio je samo jedan set, i to u ranijoj fazi natjecanja. Do konačnog slavlja nanizao je: Nizozemca Thiema de Bakkera, Francuza Yannicka Thivantoma, Južnokorejca Sun-Yong Kima, Ukrajinca Sergeja Bubku mlađeg, te u polufinalu i prvoga nositelja, Britanca Andrewa Murrayja. 
Finalni dvoboj trajao je nepunih 70 minuta, a Marinova igra potvrdila je, da će Hrvatska, nakon Ivaniševića, Ljubičića i Ančića, uskoro dobiti još jednoga tenisača svjetske klase. Naš igrač brzo je napravio dva breaka i na brzinu poveo s 5:1 u prvome setu, da bi malo opuštanje u završnici dalo priliku Nizozemcu, da uljepša ishod. Drugi set bio je još jednosmjerniji, Hrvat je lakoćom oduzimao servise suparniku i dobio drugu dionicu sa 6:1.

## Profesionalna karijera
Profesionalnu je karijeru Čilić uspješno počeo 2006. godine. Ušao je među najboljih 200 tenisača na svijetu, a na turniru u švicarskom Gstaadu igrao je polufinale. U 2007. već počinje igrati i na Grand Slam turnirima, dok je na turniru na travnatim terenima Queensa pobijedio Tima Henmana, te pokušao izboriti drugi polufinale u karijeri protiv Andyja Roddicka (poraz 4:6, 6:7). Krajem sezone ulazi u polufinale Sankt Peterburga i godinu završava na 71. mjestu ATP liste, a u toj sezoni posebno treba istaknuti dvije pobjede nad Nikolajem Davidenkom, četvrtim igračem svijeta.

### 2008.
Godinu 2008. Čilić otvara sjajnim nastupom u indijskom Chennaiju, gdje tek u polufinalu nakon izjednačenog meča gubi od Mihaila Južnjeg, što ga lansira na 59. mjesto ATP ljestvice. Na prvom Grand Slamu sezone, Australian Openu, stiže do osmine finala. Na putu do osmine finala izbacio je 27. nositelja Nicolása Almagra s 3:0 u setovima, zatim Jürgena Melzera s novih 3:0, te 7. nositelja i prošlogodišnjeg finalista Fernanda Gonzáleza s 3:1. Nakon Australian Opena bilježi novi najbolji renking karijere - 39. mjesto.
Slijedilo je 4. kolo Wimbledona i poraz od Arnauda Clémenta te osvajanje prvog ATP turnira u karijeri, Pilot Pen Tennis turnira u New Havenu 24. kolovoza. Do finala je pobijedio Viktora Troickog, Jürgena Melzera, Igora Andrejeva, Luku Gregorca i u finalu Mardyja Fisha sa 6:4, 4:6, 6:2. U 3. kolu US Opena poražen je od Novaka Đokovića sa 7:6(7), 5:7, 4:6, 6:7(0) u susretu koji je trajao gotovo četiri sata. Godinu je završio na 22. mjestu kao najbolji hrvatski tenisač.

### 2009.
Čilić ponovo sjajno igra u Chennaiju i ovaj ga put osvaja. Na putu do naslova pobijedio je Alberta Martína, Denisa Istomina, Janka Tipsarevića, Marcela Granollersa i u finalu domaćeg tenisača Somdeva Devvarmana. Taj uspjeh ga je prvi put u karijeri doveo među 20 najboljih tenisača svijeta.
Na Australian Openu na putu do osmine finala izbacio je Kevina Andersona, Tipsarevića i Davida Ferrera. Slijedi poraz od Argentinca del Potra, 7:5, 4:6, 4:6, 2:6. Čilić prvi put osvaja turnir na domaćem terenu, Zagreb Indoors, pritom pobijedivši Marija Ančića u finalu sa 6:3, 6:4. U Dubaiju bilježi četvrtfinale gdje ga izbacuje 3. tenisač svijeta, Srbin Novak Đoković. U uvodu za drugi Grand Slam turnir sezone, Roland Garros, upisuje četvrtfinale u Münchenu.
U Roland Garrosu stiže do osmine finala, gdje ga izbacuje 4. igrač svijeta, Škot Andy Murray.
Ostat će upisano da je Marin u prvom tjednu turnira postavio rekord od najmanje izgubljenih gemova od svih tenisača.
U Wimbledonu odigrava gotovo epski susret 3. kola protiv Nijemca Tommyja Haasa (kasnijeg polufinalista). U susretu koji se protegao na 2 dana, Čilić je gubio 0:2 u setovima da bi stigao do servisa za meč koji ne koristi, a ne koristi niti meč-loptu sljedećeg dana i gubi s 5:7, 5:7, 6:1, 7:6, 8:10.
U susretu Davis Cupa Hrvatska - SAD u porečkoj dvorani Žatika, Čilić u još jednom trileru pobjeđuje Mardyja Fisha s 4:6, 6:3, 6:7, 6:1, 8:6. U odlučujućem susretu sjajnom igrom pobjeđuje Jamesa Blakea sa 6:3, 6:3, 4:6, 6:2 te uvodi Hrvatsku u polufinale Davis Cupa.
Uvod u posljednji Grand Slam sezone bio je loš: američku turneju Čilić započinje porazom 5:7, 4:6 od Devvarmana u Washingtonu, koji mu je na taj način uzvratio za poraz u finalu Chennaija. Slijedi još jedan poraz, od Mihaila Južnjeg 6:4, 6:7(4), 1:6 na turniru iz Masters serije u Montréalu, da bi na Mastersu u Cincinnatiju pružio solidne igre pritom pobijedivši Španjolca Juana Carlosa Ferrera te izgubivši od njegovog sunarodnjaka Davida Ferrera. Unatoč slabijoj formi, na US Openu radi senzaciju: u 1/8 finala uvjerljivo pobjeđuje 2. igrača svijeta i 2. nositelja US Opena Andyja Murrayja sa 7:5, 6:2, 6:2. Prije toga je na putu do četvrtfinala nizao Amerikance Ryana Sweetinga i Jessea Levinea (u meču gdje je okrenuo 0:2 u setovima po prvi put u karijeri) te Uzbekistanca Denisa Istomina. U 1/4 finalu ga s 4:6, 6:3, 6:2 i 6:1 zaustavlja budući pobjednik Juan Martín del Potro.
Slijedi 1/2 finale Davis Cupa protiv Češke u Poreču i meč protiv Tomáša Berdycha, koji Čilić gubi u 5 setova. Češka je susret dobila s ukupnim rezultatom 4:1, nakon što su Čilić i Lovro Zovko izgubili i susret parova.
Poslije toga nastupa u Kini, na turniru u Pekingu na kojem stiže do finala. U 1/4 finalu pobjeđuje Rusa Davidenka sa 6:4, 6:4 a u 1/2 finalu 2. tenisača svijeta, Španjolca Rafaela Nadala s uvjerljivih 6:2, 6:3. U finalu gubi od Srbina Novaka Đokovića sa 6:2, 7:6. Slijedi europska dvoranska sezona koju Čilić otvara finalom u Beču, gdje gubi od domaćeg tenisača Jürgena Melzera u dva seta. Stiže do 1/4 finala turnira u Baselu gdje ispada od Čeha Radeka Štěpáneka. Na putu do 1/4 finala pobjeđuje Srbina Viktora Troickog u susretu u kojem spašava 3 vezane meč lopte u tie-breaku 3. seta od kojeg su 2 bile na inače odličan servis protivnika.
Odličnu završnicu sezone Marin Čilić zatvara vrlo dobrim nastupom na turniru Masters serije u Parizu, gdje stiže do 1/4 finala. Na putu do tog uspjeha u dva susreta okreće 0:1 u setovima: prvo protiv Poljaka Kubota, a zatim protiv španjolskog top 10 igrača Fernanda Verdasca. U 1/4 finalu gubi od domaće uzdanice Gaela Monfilsa u potpuno izjednačenom susretu u 3 seta.
Sezonu završava na 14. mjestu.

### 2010.
Čilić uspješno otvara i 2010., obranom naslova u Chennaiju. U finalu odigranom 10. siječnja svladao je Švicarca Stanislasa Wawrinku sa 7:6(2), 7:6(3). Zatim je na Australian Openu u prvom kolu je pobijedio Fabricea Santoroea, u drugom Bernarda Tomića, u trećem Wawrinku, a u četvrtom Juana Martína del Potra. U četvrtfinalu u meču od pet setova pobijedio je Andyja Roddicka i tako osigurao mjesto u top 10. U polufinalu je, nakon odličnog prvog seta ipak izgubio protiv Andyja Murrayja.
Na PBZ Zagreb Indoorsu u 1. je kolu pobijedio Jana Hajeka sa 6:2, 6:2, u 2. kolu Daniela Köllerera sa 6:2, 6:1, u četvrtfinalu Ivu Karlovića sa 7:6, 6:4 te u polufinalu Jürgena Melzera 7:6, 6:4. Pobjedom u finalu nad Nijemcem Michaelom Berrerom sa 6:4, 6:7(5), 6:3 obranio je naslov PBZ Zagreb Indoorsa osvojen 2009.

### 2011.
Marin Čilić je 2011. godine odigrao 4 finala, a pobjednik je ATP turnira u ruskom Sankt Peterburgu. U finalu je 30. listopada igrao protiv srpskog tenisača Janka Tipsarevića. Krajnji rezultat je bio 6:3, 3:6, 6:2 u korist Marina. Tri turnira na kojioma je Marin došao do finala i izgubio su Marseille, Umag i Peking. Gubio je od Robina Soderlinga rezultatom 4:6, 6:3, 3:6 u Marseillu, Aleksandra Dolgopolova u  Umagu rezultatom 4:6, 6:3, 3:6 te Tomáša Berdycha u Pekingu rezultatom 6:3, 4:6, 1:6.

### 2013.
Ove godine je Marin odigrao i svoje prvo finale u igri parova. U Umagu je 3. srpnja u paru s Lovrom Zovkom rezultatom 3:6, 7:5, 7:10 izgubio finalni meč od talijana Simonea Bolellia i Fabia Fogninia.

### 2014.
Godinu je Marin započeo ispadanjem s Australian Opena, no 9. veljače po četvrti put osvaja PBZ ZAGREB Indoors i tako postaje najuspješniji igrač na tom turniru ikada. Dana, 23. veljače 2014. osvaja turnir Delray Beach kojega je igrao 1. put svladavši u finalu Kevina Andersona.
Marin Čilić osvojio je US Open pobijedivši Keija Nishikorija 3:0 u setovima (6:3, 6:3, 6:3)
Čilić je osvojio ATP turnir u Moskvi, pobijedivši u finalu Španjolca Roberta Bautistu sa 6:4, 6:4 u setovima.

## ATP turniri

### Pojedinačno - pobjednik (17)
| Br. | Nadnevak            | Turnir          | Suparnik u finalu     | Rezultat                               |
| 1.  | 24. kolovoza 2008.  | New Haven       | Mardy Fish            | 6:4, 4:6, 6:2                          |
| 2.  | 11. siječnja 2009.  | Chennai         | Somdev Devvarman      | 6:4, 7:6(3)                            |
| 3.  | 8. veljače 2009.    | Zagreb          | Mario Ančić           | 6:3, 6:4                               |
| 4.  | 10. siječnja 2010.  | Chennai         | Stanislas Wawrinka    | 7:6(2), 7:6(3)                         |
| 5.  | 7. veljače 2010.    | Zagreb          | Michael Berrer        | 6:4, 6:7(5), 6:3                       |
| 6.  | 30. listopada 2011. | Sankt Peterburg | Janko Tipsarević      | 6:3, 3:6, 6:2                          |
| 7.  | 17. lipnja 2012.    | London          | David Nalbandian      | 6:7, 4:3* (Nalbandian diskvalificiran) |
| 8.  | 15. srpnja 2012.    | Umag            | Marcel Granollers     | 6:4, 6:2                               |
| 9.  | 10. veljače 2013.   | Zagreb          | Jürgen Melzer         | 6:3, 6:1                               |
| 10. | 9. veljače 2014.    | Zagreb          | Tommy Haas            | 6:3, 6:4                               |
| 11. | 23. veljače 2014.   | Delray Beach    | Kevin Anderson        | 7:6(6), 6:7(7), 6:4                    |
| 12. | 8. rujna 2014.      | US Open         | Kei Nishikori         | 6:3, 6:3, 6:3                          |
| 13. | 19. listopada 2014. | Moskva          | Roberto Bautista-Agut | 6:4, 6:4                               |
| 14. | 25. listopada 2015. | Moskva          | Roberto Bautista-Agut | 6:4, 6:4                               |
| 15. | 21. kolovoza 2016.  | Cincinnati      | Andy Murray           | 6:4, 7:5                               |
| 16. | 30. listopada 2016. | Basel           | Kei Nishikori         | 6:1, 7:6(5)                            |
| 17. | 7. svibnja 2017.    | Istanbul        | Miloš Raonić          | 7:6(3), 6:3                            |

### Pojedinačno - finalist (13)
| Br. | Nadnevak            | Turnir    | Suparnik u finalu     | Rezultat      |
| 1.  | 11. listopada 2009. | Peking    | Novak Đoković         | 2:6, 6:7(4)   |
| 2.  | 1. studenog 2009.   | Beč       | Jürgen Melzer         | 4:6, 3:6      |
| 3.  | 9. svibnja 2010.    | München   | Mihail Južnji         | 3:6, 6:4, 4:6 |
| 4.  | 14. veljače 2011.   | Marseille | Robin Soderling       | 4:6, 6:3, 3:6 |
| 5.  | 25. srpnja 2011.    | Umag      | Aleksandar Dolgopolov | 4:6, 6:3, 3:6 |
| 6.  | 3. listopada 2011.  | Peking    | Tomáš Berdych         | 6:3, 4:6, 1:6 |
| 7.  | 6. svibnja 2012.    | München   | Philipp Kohlschreiber | 6:7, 3:6      |
| 8.  | 16. lipnja 2013.    | London    | Andy Murray           | 7:5, 5:7, 3:6 |
| 9.  | 16. veljače 2014.   | Rotterdam | Tomáš Berdych         | 4:6, 2:6      |
| 10. | 21. veljače 2016.   | Marseille | Nick Kyrgios          | 2:6, 6:7      |
| 11. | 21. svibnja 2016.   | Ženeva    | Stanislas Wawrinka    | 4:6, 6:7      |
| 12. | 25. lipnja 2017.    | London    | Feliciano López       | 6:4, 6:7, 6:7 |
| 13. | 16. srpnja 2017.    | Wimbledon | Roger Federer         | 3:6, 1:6, 4:6 |

### Parovi - finalist (1)
| Br. | Nadnevak         | Turnir          | Partner     | Suparnici u finalu             | Rezultat       |
| 1.  | 31. srpnja 2011. | Umag            | Lovro Zovko | Simone Bolelli i Fabio Fognini | 3:6, 7:5, 7:10 |
| 2.  | 30. srpnja 2021. | Olimpijske igre | Ivan Dodig  | Mate Pavić i Nikola Mektić     | 4:6, 6:3, 10:6 |

### Uspjeh po sezonama na GS turnirima
| Grand Slam turniri |     |     |      |     |     |     |     |      |      |     |      |       |
| Australian Open    | 1K  | 4K  | 4K   | PZ  | 4K  | N   | 3K  | 2K   | N    | 3K  | 2K   | 19:9  |
| French Open        | 1K  | 2K  | 4K   | 4K  | 1K  | 3K  | 3K  | 3K   | 4K   | 1K  | ČZ   | 20:11 |
| Wimbledon          | 1K  | 4K  | 3K   | 1K  | 1K  | 4K  | 2K  | ČZ   | ČZ   | ČZ  | Z    | 27:10 |
| US Open            | N   | 3K  | ČZ   | 2K  | 3K  | ČZ  | N   | P    | PZ   | 3K  | 3K   | 29:8  |
| Pob–Por            | 0:3 | 9:4 | 12:4 | 9:4 | 5:4 | 9:3 | 5:3 | 14:3 | 12:3 | 8:4 | 13:4 | 96:38 |

 1K – prvi krug, 2K – drugi krug, 3K – treći krug, 4K – četvrti krug, ČZ - četvrtzavršnica, PZ - poluzavršnica, Z - završnica, P – pobjeda. 

## Challenger i Futures turniri

### Pojedinačno - pobjednik (4)
| Br. | Nadnevak          | Turnir     | Suparnik u finalu | Rezultat      |
| 1.  | 8. kolovoza 2005. | Vinkovci   | Lukáš Lacko       | 6:3, 6:1      |
| 2.  | 13. veljače 2006. | Zagreb     | Dieter Kindlmann  | 6:4. 6:2      |
| 3.  | 9. travnja 2007.  | Casablanca | Simone Bolelli    | 4:6, 6:3, 6:4 |
| 4.  | 7. svibnja 2007.  | Rijeka     | Lukáš Lacko       | 7:5, 6:2      |

### Pojedinačno - finalist (1)
| Br. | Nadnevak          | Turnir | Suparnik u finalu | Rezultat            |
| 1.  | 26. veljače 2006. | Zagreb | Mischa Zverev     | 6:7(5), 6:3, 6:7(7) |

### Parovi - pobjednik (1)
| Br. | Nadnevak          | Turnir   | Partner    | Suparnici u finalu           | Rezultat      |
| 1.  | 8. kolovoza 2005. | Vinkovci | Ivan Dodig | Daniel Lustig i Karel Tříska | 3:6, 6:4, 6:3 |

### Parovi - finalist (2)
| Br. | Nadnevak           | Turnir | Partner              | Suparnici u finalu           | Rezultat    |
| 1.  | 29. kolovoza 2004. | Zagreb | Ivan Cerović         | Luka Kukulić i Marin Vukelić | 3:6, 3:6    |
| 2.  | 25. veljače 2005.  | Zagreb | Ante Nakić-Alfirević | Rok Jarc i Boštjan Osabnik   | 6:7(3), 2:6 |

## Vanjske poveznice
Sestrinski projekti
|  | Zajednički poslužitelj ima još gradiva o temi Marin Čilić |
|  | Wikicitati imaju zbirke citata o temi Marin Čilić         |

Mrežna mjesta
- Profil na stranici ATP World Toura (engl.)
- Profil na stranici ITFtennis.com  Arhivirana inačica izvorne stranice od 7. rujna 2009. (Wayback Machine) (engl.)